# Soline (Dobrinj)
Soline su mjesto u općini Dobrinj na otoku Krku, u Republici Hrvatskoj.

## Smještaj
Soline se nalaze na južnoj obali uvale Soline, na istočnoj strani otoka Krka. Smještene su podno srednjovjekovnog kaštela Dobrinj, danas općinskog središta. 

## Prvi spomen
Soline spadaju u najstarija sela Dobrinjštine; spominju se već 30. prosinca 1230. godine u glagoljskoj listini kojom neki Juraj Pariježić daruje crkvu sv. Jurja na Vrhu kod Krasa ( „i po putu ki gre na Solini“ ).

## Porijeklo naziva
Mjesto je ime dobilo po tome što se na tom području još u davnini, najvjerojatnije još u rimsko doba, a sigurno u srednjem vijeku, bile solane tj. proizvodila se morska sol.

## Povijest
Na području mjesta Soline pronađeni su nalazi još iz rimskog doba: opeke i rimski novac. S obzirom na to da tu postoje prirodni uvjeti vrlo pogodni za proizvodnju soli, a što se kroz mnogo stoljeća i činilo, postoji velika vjerojatnost da je u ovom kraju još u rimsko doba bilo gospodarske aktivnosti. U prilog tome ide i postojanje dva važna rimska grada na otoku Krku – Krka ( Veglie ) i Fulfinuma, a potonji se nalazio blizu Solina. Krk i kanal između otoka i kopna bili su i strateški važni. Osim toga, sol je u to vrijeme bila vrlo cijenjena te je malo vjerojatno da rimljani nisu koristili područje u kojem priroda praktički sama proizvodi velike količine soli. Naime, uvala Soline je vrlo plitka, naročito u dijelu u kojem se najviše uvukla u kopno - na lokalitetu Meline koji se nalazi neposredno do Solina. To je veliki pretežno ravan pješčanik pa more prilikom plime prodire duboko u kopno, preplavljujući velike površine, a koje se zatim, prilikom oseke pretvaraju u lokve koje isušuju te na posljetku pješčanik ostaje prekriven solju.
U srednjem vijeku ovdje su solanu imali krčki knezovi – Frankopani. Osim ove, postojala je još jedna solana na otoku Krku, u Puntarskoj dragi, na području Kanajt, ali je ova, zbog količine i kvalitete proizvedene soli, bila posebno značajna. Iz tog doba vjerojatno potječe i naziv lokaliteta „Magazin“ na kojem su, pretpostavlja se, Frankopani držali skladišta za proizvedenu sol. Kada je, sredinom 15. st. Ivan VII Frankapan na otok doselio nekoliko stotina Vlaha s Velebita, dio ih je naselio i na područje oko solane, u sela Sužan, Čižići, Šugare i Soline, očito kao radnu snagu u solani. Hrvatsko-ugarski kralj Sigismund potvrdio je, uz ostala imanja, 1. studenog 1412. godine, knezu Nikoli Frankapanu i solane. Prema važnom piscu i izvrsnom poznavatelju otoka Krka, mlečaninu Antoniu Vinciguerri, koji je bio prvi venecijanski upravitelj otoka, solana proizvodi izvanrednu sol ( „saline excellentissime“ ). O solani piše i Augustin Valerije u svom izvješću iz 1527. godine. Osim za potrebe otoka Krka, sol se proizvodila i za izvoz.
O važnosti solane svjedoči i činjenica da su u srednjem vijeku Soline, Sužan i Šugare činile zasebnu administrativnu jedinicu s posebnim sucem.
Nakon pada otoka Krka pod vlast Mletačke Republike 1480. godine, solana je zatvorena kako ne bi bila konkurentna venecijanskim solanama na Rabu, Pagu i drugdje.
Iako je obnova solane bila moguća uz male troškove, ona nikada nije obnovljena. Ivan Feretić u svom djelu  „Povijest grada i otoka Krka“ iz 1819. godine, piše kako je nakon dolaska otoka pod vlast Austrije koncem 18. st., postojala namjera obnoviti solanu te kako je već sve bilo pripremljeno, ali je zbog dolaska Francuza početkom 19. st. sve propalo.

## Stanovništvo
Prema popisu stanovništva iz 2001. godine, u Solinama su živjela 43 stanovnika.
Kretanje broja stanovnika Solina bitno se razlikuje od većine drugih mjesta u općini Dobrinj. Većina ih bilježi maksimum početkom 20. st., između 1900 i 1930. godine. U to vrijeme Soline su imale tek trećinu svog nekadašnjeg broja stanovnika, oko 70-80. Soline su bile najnaseljenije skoro 100 godina prije, sredinom 19. st. Tako je prema popisu iz 1869. godine tu je živjelo 214 stanovnika.
Osim toga, za kretanje broja stanovnika Solina nije karakterističan niti velik pad sredinom 20. st., a koje je prisutno u gotovo svim ostalim mjestima Dobrinjštine. Naime, već 80-etak godina broj stanovnika Solina stagnira ili bilježi mali pad odnosno mali porast. Za očekivati je blagi porast u idućem razdoblju prvenstveno zbog razvoja turističkih smještajnih kapaciteta u Solinama i drugim mjestima u uvali.
| broj stanovnika | 195   | 214   | 137   | 38    | 52    | 78    | 74    | 58    | 54    | 52    | 47    | 43    | 48    | 34    | 43    | 47    | 48    |
|                 | 1857. | 1869. | 1880. | 1890. | 1900. | 1910. | 1921. | 1931. | 1948. | 1953. | 1961. | 1971. | 1981. | 1991. | 2001. | 2011. | 2021. |

## Gospodarstvo
U srednjem vijeku je glavna privredna djelatnost u Solinama bila proizvodnja soli. Međutim, nakon zatvaranja solane odlukom Venecije, krajem 15. st., najvažnija gospodarska djelatnost postaje stočarstvo te u manjoj mjeri maslinarstvo i ribarstvo.
Važnu djelatnost predstavljalo je i iskopavanje i prijevoz pijeska uzimanog s Melina. Još početkom 20. st. bracere i trabakuli ( vrste tradicionalnih plovila ) prevozili su pijesak za gradnju zgrada i vila u Crikvenici, Rijeci i Opatiji.
Sredinom 19. st. na Melinama je radila i tvornica crijepova („Opukarija“), ali, iako je proizvodila kvalitetne crijepove, zbog nesloge suvlasnika, loših uvjeta rada te zbog loše povezanosti s odredištima, propala.
Područje Melina, ali i cijela uvala Soline, glavni je turistički resurs ovog dijela otoka, ali još potpuno neiskorišten.
Zbog toga, danas, većina mještana radi izvan Solina. Poljoprivreda predstavlja tek dodatni izvor prihoda.

### Apartmanizacija
U novije vrijeme u Solinama je izgrađen velik broj apartmana. Iako oni predstavljaju pojavu turizma u ovom mjestu, radi se zapravo samo o smještajnim kapacitetima bez ikakave turističko – ugostiteljske ponude tako da ne pružaju mogućnost značajnijeg zapošljavanja mještana u turističkoj djelatnosti. Osim toga, apartmani nisu građeni u autohtonom, primorskom stilu već svojim oblikom, veličinom i bojama fasade bitno mjenjaju mediteransku vizuru Solina.

## Znamenitosti
- Crkva sveti Filipa i Jakova – spominje se već 20. studenog 1382. godine, a o njoj je brinula istoimena bratovština. Odlukom austrijske vlade 1823. godine, crkva je prepuštena mještanima Solina te su ju oni i popravili. Ponovno je obnovljena 1926. godine.

- Nekada su postojala i dvije vrlo stare crkve: sv. Jelene, kojoj danas nema ni traga, ali se zadražao naziv za lokalitet „Pod Svetu Jelenu“, te sv. Petra čije su ruševine još uvijek vidljive na lokalitetu „Sveti Petor“. Prva se spominje u 16. st., a potonja već u 14. st. te još nekoliko puta kroz povijest.

## Vanjske poveznice
- službene stranice općine Dobrinj
- Službene stranice Turističke zajednice Općine Dobrinj  Arhivirana inačica izvorne stranice od 26. srpnja 2010. (Wayback Machine)